# Katarzyna Gawłowa
Katarzyna Gawłowa (ur. 14 grudnia 1896 w Zielonkach, zm. 17 maja 1982 tamże) – polska artystka ludowa, malarka.

## Życiorys
Nosiła panieńskie nazwisko Chrzan. Była jednym z pięciorga dzieci swoich rodziców (rodzeństwo: Maria, Franciszek, Stanisław i Zofia). Urodziła się w ubogiej rodzinie chłopskiej. Od najmłodszych lat musiała ciężko pracować w gospodarstwie. Jednocześnie przejawiała dążenia artystyczne, zamalowując ściany domostwa. W 1932 wyszła za mąż za wdowca z czwórką dzieci. Mąż zmarł w 1939, po siedmiu latach małżeństwa.
Jej twórczość została odkryta w 1973, gdy miała 77 lat, przez krakowskich plastyków Mieczysława Górowskiego i Jacka Łodzińskiego (Łodziński został potem jej mecenasem). Pierwszy i jedyny wernisaż jej dzieł, w formie wesela, odbył się w Muzeum Etnograficznym w Krakowie w 1977. Zaczęła wówczas malować na dykcie i papierze. Wcześniej malowała wyłącznie na ścianach, sufitach, drzwiach i piecu, co jakiś czas zdrapując stare motywy i zastępując je nowymi.
Prace artystki trafiły również do warszawskiej Zachęty, a oglądał je m.in. dyrektor paryskiego Centrum Pompidou.

## Malarstwo
Malowała głównie za pomocą temper nie mieszając barw. Ukazywała wątki ludowe i sakralne, często łącząc je ze sobą w jednym przedstawieniu (anioły, Matka Boska, Jezus, święci, kościoły i ich wnętrza). Szczególnym elementem rozpoznawalnym jej malarstwa była skłonność do intensywnych kolorów i biała, płaska twarz postaci. Swoje obrazy oprawiała w ramy, gdyż twierdziła, że nadaje to im pełni. Postacie umieszczała na obrazach centralnie, zabudowywała obrazy od centrum do brzegów, dekorując każde wolne miejsce obszaru. Lubiła dodawać do postaci własne wiersze i komentarze, fragmenty przyśpiewek, a czasami też dedykacje.

## Fotogaleria

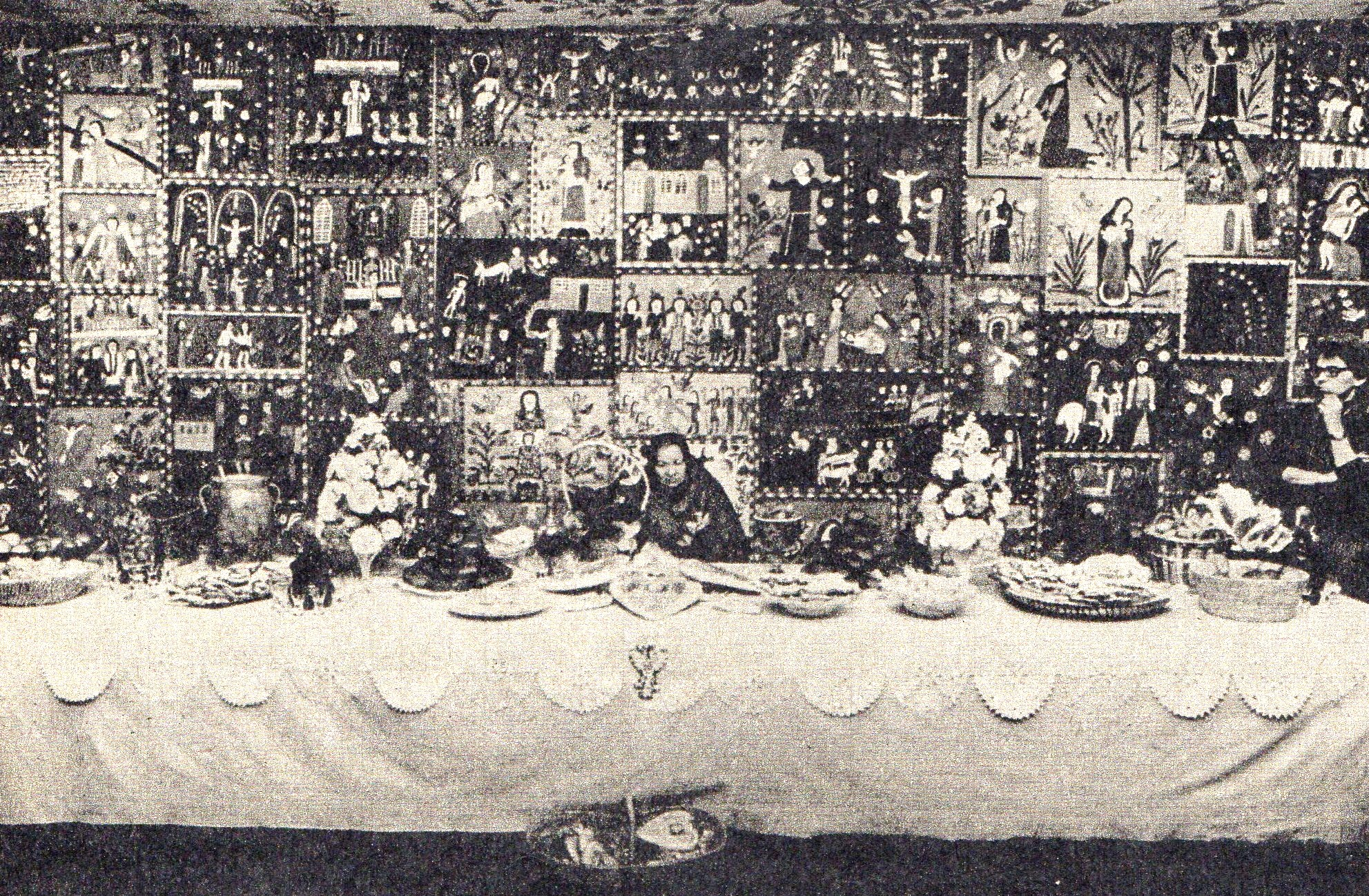
Katarzyna Gawłowa na tle swoich obrazów
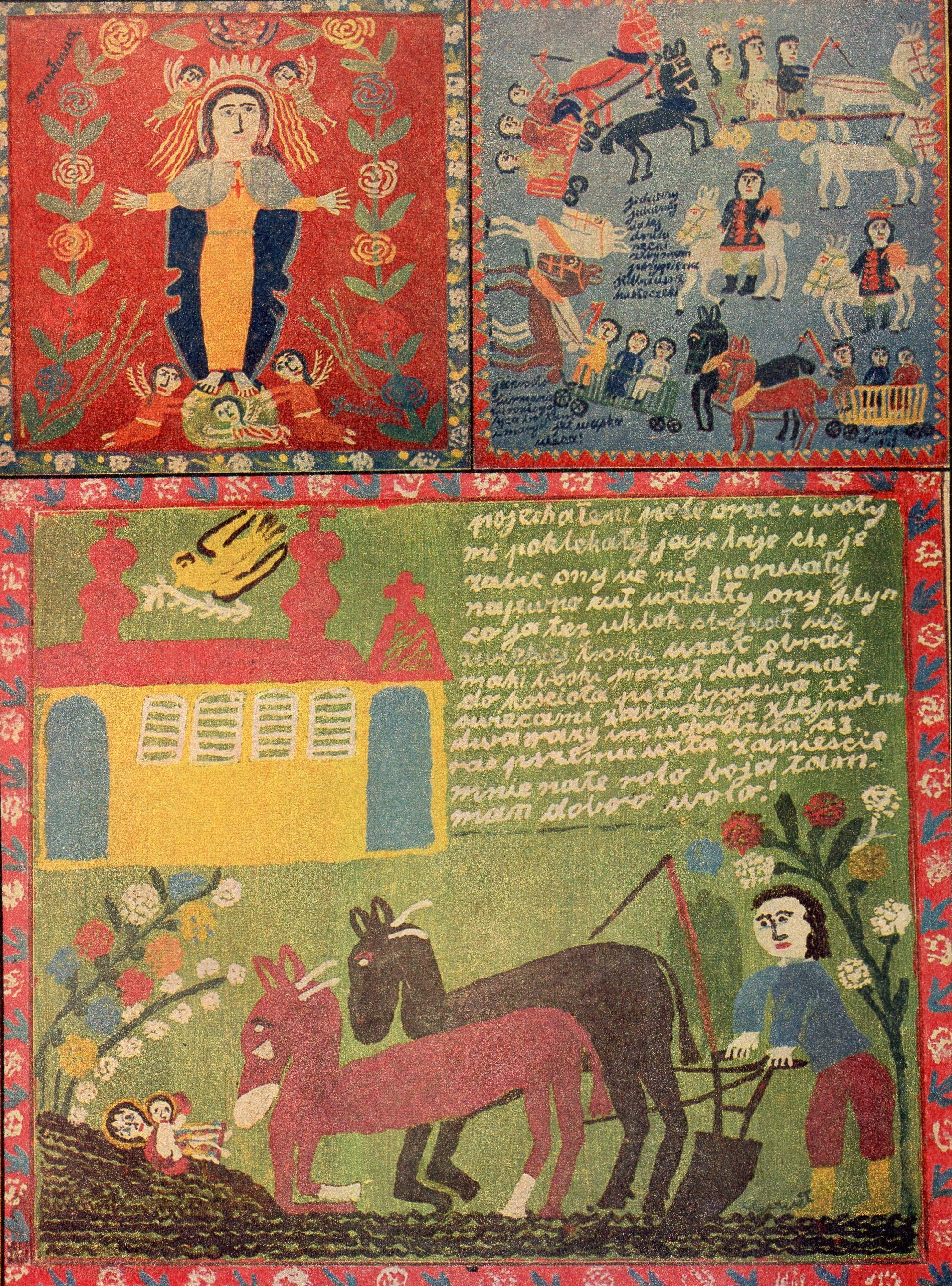
Obrazy Katarzyny Gawłowej